# Мишанович, Весна
Весна Мишанович (Башагич; род. 27 ноября 1964) — боснийская шахматистка, гроссмейстер (1991) среди женщин.
Чемпионка Югославии (1988). В составе сборных Югославии участница 6-и Олимпиад (1988—1990 — за Югославию; 1994, 1998—2000 — за Боснию и Герцеговину). На 13-й Олимпиаде в Салониках (1988) команда заняла 3-е место.

## Изменения рейтинга
| Графики недоступны из-за технических проблем. См. информацию на Фабрикаторе и на mediawiki.org. |